# ساسواتا تشاترجي
ساسواتا تشاترجي (بالبنغالية: শাশ্বত চট্টোপাধ্যায়)‏ هو ممثل هندي، ولد في 19 ديسمبر 1970 في الهند.

## أعمال

### أفلام
- (2012) كهاني
- (2016) جاغا جاسوس

## ترشيحات
- Producers Guild Film Award for Best Actor in a Negative Role [الإنجليزية]‏، عن عمل: كهاني (2013)
- IIFA Award for Best Performance in a Negative Role [الإنجليزية]‏ (2013)

## وصلات خارجية
- ساسواتا تشاترجي على موقع IMDb (الإنجليزية)
- ساسواتا تشاترجي على موقع قاعدة بيانات الفيلم (الإنجليزية)